# Mundbirne

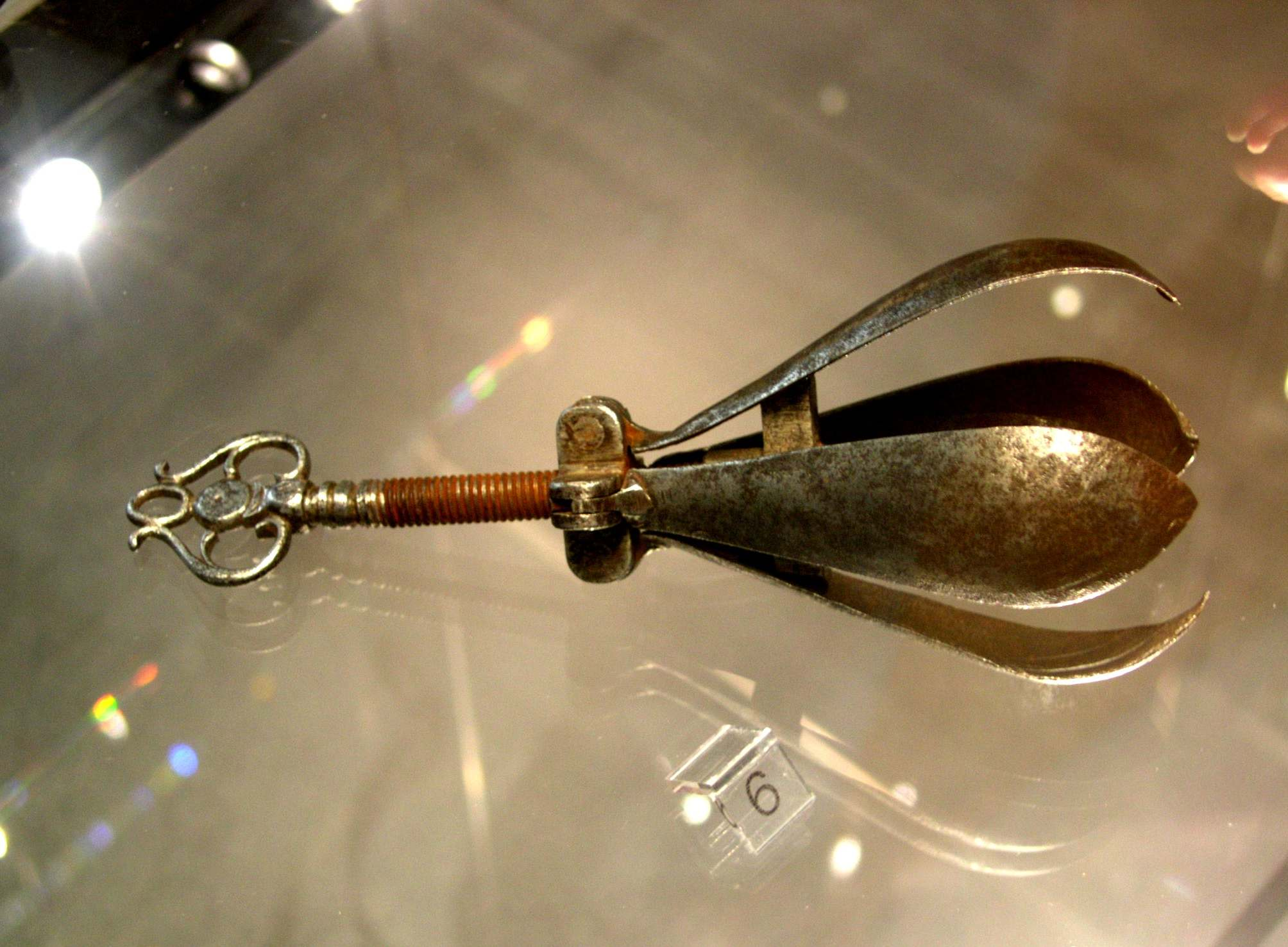
Mundbirne im Museum der Festung Hohensalzburg

Die Mundbirne, auch Maulbirne, Folterbirne oder Spreizbirne genannt, ist ein angebliches Folterinstrument. Sie besteht aus zwei oder mehr löffelförmigen Schalen, die in namensgebender Birnenform zusammengelegt und am verjüngten Ende beweglich miteinander verbunden sind. Im Inneren befindet sich ein einfacher Gewindemechanismus, über den die Teile auseinandergedrückt werden können, indem das Gewinde, normalerweise mittels einer Schraube am verjüngten Ende, entsprechend bewegt wird. Die vermeintliche Funktion als Foltergerät besteht darin, dass es in den Mund, das Rektum oder die Vagina eingeführt und dann ausgeweitet werden kann, um das Opfer zu knebeln oder zu verstümmeln.
Manche Wissenschaftler zweifeln die Glaubwürdigkeit der historischen Berichte über die Mundbirne an. Es gibt zwar Exemplare aus der frühen Neuzeit, aber einige von ihnen öffnen sich mit einer Feder, und der abnehmbare Schlüssel dient nicht zum Öffnen des Mechanismus, sondern zum Schließen. Mindestens eines der älteren Geräte wird mit einer Kappe am Ende verschlossen, was darauf hindeutet, dass es nach dem Einführen in eine Öffnung nicht mehr geöffnet werden konnte. Es gibt keine zeitgenössischen Belege für die Existenz eines solchen Foltergeräts im Mittelalter, und letztlich bleibt der Nutzen der echten Mundbirnen unbekannt.
Heute gibt es im BDSM-Bereich Nachbauten der historischen Mundbirne, die als Knebel oder aber zur Dehnung von Anus und Vagina verwendet werden.
In der deutschen Literaturgeschichte taucht die Mundbirne auch in einer metaphorischen Bedeutung auf, u. a. in dem Roman von Friedrich Ernst Peters Die dröge Trina. Geschichte einer „Poahr Dangoaß“ (1946), in dem mit der Bezeichnung „Poahr Dangoaß“, der Verballhornung von poire d’angoisse (frz. für Mundbirne), auf das Folterinstrument verwiesen wird. Poahr Dangoaß wird hier sowohl für die schlecht schmeckenden Birnen der geizigen Trina verwendet als auch für die Titelheldin selbst, die mit ihrer Raffgier Bruder und Ehemann vernichtet.